# Passage Ramey
Pour les articles homonymes, voir Ramey.
Le passage Ramey est une voie du 18e arrondissement de Paris, en France.

## Situation et accès
Le passage Ramey est situé dans le 18e arrondissement de Paris. Il débute au 40, rue Ramey et se termine au 73, rue Marcadet.
Le quartier est desservi par les lignes de métro 4 et 12 à la station Marcadet - Poissonniers.

## Origine du nom

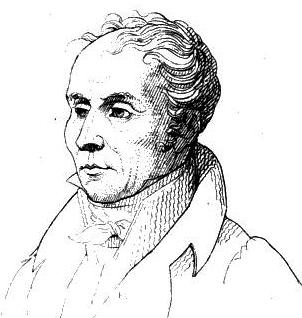
Le sculpteur Claude Ramey.

Elle porte le nom des sculpteurs Claude Ramey père et son fils, Jules Ramey, en raison de sa proximité avec la rue éponyme.

## Historique
Cette voie, située dans l'ancienne commune de Montmartre, initialement privée, est ouverte en 1825 sous le nom de  « passage du Harlay ».
Elle a pris sa dénomination actuelle par un arrêté du 1er février 1877 puis, devenue une voie publique, elle est classée dans la voirie parisienne par un arrêté préfectoral du 24 mars 1988.